# 延庆镇
延庆镇是中国北京市延庆区下辖的一个镇，位于延庆区西部。

## 行政区划
延庆镇下辖45个村委会：解放街、自由街、民主街、胜利街、东关、西关、北关、蒋家堡、双营、广积屯、王泉营、司家营、百眼泉、民主、南辛堡、李四官庄、谷家营、小营、石河营、莲花池、上水磨、下水磨、王庄、三里河、赵庄、八里庄、孟庄、老仁庄、祁家堡、米家堡、唐家堡、卓家营、陶庄、鲁庄、郎庄、张庄、西辛庄、小河屯、付于屯、东五里营、新白庙、东屯、中屯、西屯、西白庙。

## 其它
- 北关龙王庙
- 灵照寺